# Alsophila odonelliana
Alsophila odonelliana là một loài thực vật có mạch trong họ Cyatheaceae. Loài này được (Alston) Lehnert mô tả khoa học đầu tiên năm 2005.